# はじまりの樹の神話〜こそあどの森の物語〜
『はじまりの樹の神話〜こそあどの森の物語〜』（はじまりのきのしんわ〜こそあどのもりのものがたり〜）は、岡田淳の小説こそあどの森の物語を原作とする劇団四季が制作および上演するファミリーミュージカル作品である。
この作品は、2022年4月22日 - の期間限定で、「劇団四季ライブチャンネル」にてオンデマンド配信された。

## スタッフ
- 脚本・歌詞 : 南圭一朗
- 演出: 山下純輝
- 作曲 : 兼松衆（外部スタッフ）
- 音楽監督 : 清水恵介（外部スタッフ）
- 振付 : 松島勇気
- 装置・パペットデザイン : 喜多川知己
- 照明デザイン : 井上登紀子
- 衣裳・ヘアメイクデザイン : 射場茅乃

## キャスト

### メインキャスト
| 役柄         | 俳優名         | 初出演日        |
| ------------ | -------------- | --------------- |
| スキッパー   | 権頭雄太朗     | 2021年8月15日昼 |
| スキッパー   | 寺元健一郎     | 2021年8月15日夜 |
| ホタルギツネ | 斎藤洋一郎     | 2021年8月15日昼 |
| ホタルギツネ | 田中宣宗       | 2021年8月15日夜 |
| ハシバミ     | 若奈まりえ     | 2021年8月15日昼 |
| ハシバミ     | 小坂華加       | 2021年8月15日夜 |
| トマト       | あべゆき       | 2021年8月15日昼 |
| トマト       | 近藤きらら     | 2021年8月15日夜 |
| ポット       | 神保幸由       | 2021年8月15日昼 |
| ポット       | 澁谷智也       | 2021年8月15日夜 |
| スミレ       | 中野今日子     | 2021年8月15日昼 |
| スミレ       | 佐和由梨       | 2021年8月15日夜 |
| ギーコ       | 菊池正         | 2021年8月15日昼 |
| ギーコ       | 脇坂真人       | 2021年8月15日夜 |
| トワイエ     | 吉賀陶馬ワイス | 2021年8月15日昼 |
| トワイエ     | 岸佳宏         | 2021年8月15日夜 |
| アケビ       | 田原沙綾       | 2021年8月15日昼 |
| アケビ       | 清水杏柚       | 2021年8月15日夜 |
| スグリ       | 澁谷陽香       | 2021年8月15日昼 |
| スグリ       | 山脇麻衣       | 2021年8月15日夜 |
| カラス       | 政所和行       | 2021年8月15日昼 |
| カラス       | 宮下友希       | 2021年8月15日夜 |

※太字はオリジナルキャスト、初出演地はすべて自由劇場。

## 上演記録
| 上演初日      | 上演最終日    | 上演地   | 備考     |
| ------------- | ------------- | -------- | -------- |
| 2021年8月15日 | 2021年8月29日 | 自由劇場 | 東京初演 |
| 2021年9月12日 |               | 全国各地 | 全国公演 |